# EMI
EMI Group Limited био је британски конгломерат основан у марту 1931. у Лондону. Пре него што га је Universal Music купио 2012, био је четврти по величини власник дискографских кућа. У његовом власништву су се налазиле: EMI Records, Parlophone, Virgin Records и Capitol Records, које су данас у власништву предузећа Universal Music, осим дискографске куће Parlophone коју је преузео Warner Music Group.